# Ulverscroft
Ulverscroft est une paroisse civile du Leicestershire, en Angleterre.